# Juegos Iberoamericanos de atletismo de 1962
Los II Juegos Iberoamericanos de atletismo de 1962 fue una competición deportiva que se celebró entre los días 07 y 12 de octubre de 1962 en el Estadio de Vallehermoso de la ciudad de Madrid (España). Constó de 31 pruebas, 22 en categoría masculina y 9 femenina.

## Resultados

### Masculino
| Evento                         | Oro                                                                                         | Plata                                                                                     | Bronce |
| ------------------------------ | ------------------------------------------------------------------------------------------- | ----------------------------------------------------------------------------------------- | --- |
| 100 metros (09-10)             | Rafael Romero · Venezuela · 10.6                                                            | Manuel Rivera Puerto Rico 10.9                                                            | Afonso Coelho da Silva · Brasil · 11.1                                                                          |
| 200 metros (11-10)             | Rafael Romero · Venezuela · 21.1                                                            | Luis Vienna Argentina 21.4                                                                | Arquímedes Herrera · Venezuela · 21.6                                                                           |
| 400 metros (12-10)             | Germán Guenard Puerto Rico 47.3                                                             | Juan Carlos Dyrzka Argentina 48.1                                                         | José Francisco Aguilar · Uruguay · 48.3                                                                         |
| 800 metros (09-10)             | Alberto Esteban · España · 1:50.2                                                           | José Luis Martínez · España · 1:50.5                                                      | José Gregorio Neira · Colombia · 1:50.7                                                                         |
| 1500 metros (12-10)            | Manuel de Oliveira Portugal 3:52.7                                                          | Tomás Barris · España · 3:53.4                                                            | Osvaldo Suárez Argentina 3:53.4                                                                                 |
| 5000 metros (09-10)            | Osvaldo Suárez Argentina 14:31.6                                                            | Manuel de Oliveira Portugal 14:32.4                                                       | Mariano Haro · España · 14:38.2                                                                                 |
| 10000 metros (07-10)           | Osvaldo Suárez Argentina 30:14.2                                                            | Mariano Haro · España · 30:22.4                                                           | Carlos Pérez · España · 30:57.6                                                                                 |
| Marathon (12-10)               | Armando Aldegealega Portugal 2h30:08.2                                                      | Álvaro Conde Portugal 2h32:18.0                                                           | Jaime Guixa · España · 2h32:53.4                                                                                |
| 110 metros vallas (12-10)      | José Telles da Conceiçao · Brasil · 14.7                                                    | Carlos Luiz Mossa · Brasil · 14.8                                                         | Teófilo Davis Bell · Venezuela · 14.9                                                                           |
| 400 metros vallas (10-10)      | Juan Carlos Dyrzka Argentina 50.9                                                           | Víctor Maldonado · Venezuela · 51.9                                                       | Anubes Ferraz da Silva · Brasil · 53.0                                                                          |
| 3000 metros obstáculos (11-10) | Domingo Amaizon Argentina 9:02.6                                                            | Manuel de Oliveira Portugal 9:05.2                                                        | Sebatiao Mendes · Brasil · 9:16.4                                                                               |
| Salto de altura (11-10)        | Teodoro Palacios Flores · Guatemala · 2.00                                                  | Roberto Abugattás · Perú · 1.97                                                           | Julio Fernandes Portugal 1.94                                                                                   |
| Salto con pértiga (08-10)      | Rolando Cruz Puerto Rico 4.50                                                               | Rubén Cruz Puerto Rico 4.20                                                               | Mario Eleusippi Argentina 4.15                                                                                  |
| Salto de longitud              | Luis Felipe Areta · España · 7.52                                                           | Pedro Almeida Portugal 7.48                                                               | Juan Muñoz · Venezuela · 7.33                                                                                   |
| Triple salto                   | Luis Felipe Areta · España · 15.07                                                          | Rumildo Cruz Puerto Rico 14.63                                                            | Víctor Hernández · Cuba · 14.61                                                                                 |
| Lanzamiento de peso            | Enrique Helf Argentina 16.06                                                                | Cosme Di Cursi Argentina 15.96                                                            | Antonio Lamua · España · 14.92                                                                                  |
| Lanzamiento de disco           | Enrique Helf Argentina 49.38                                                                | Dieter Gevert · Chile · 47.52                                                             | Ignacio Reinosa Puerto Rico 47.00                                                                               |
| Lanzamiento de martillo        | Eduardo Albuquerque Portugal 55.37                                                          | José María Elorriaga · España · 55.24                                                     | Enrique Samuells · Cuba · 54.11                                                                                 |
| Lanzamiento de jabalina        | Alfonso de Andrés · España · 68.17                                                          | Ricardo Héber Argentina 65.36                                                             | Jesús Rodríguez · Venezuela · 64.68                                                                             |
| Decatlón                       | Héctor Thomas · Venezuela · 6.630 puntos                                                    | Roberto Caravaca · Venezuela · 6.133 puntos                                               | Cleomenes da Cunha · Brasil · 6.000 puntos                                                                      |
| Relevos 4 x 100 metros         | Brasil · Joel Satow · Joel Costa · Afonso Coelho da Silva · José Telles da Conceiçao · 41.2 | Venezuela · Arquímides Herrera · Lloyd Murad · André Fawre · Rafael Romero · 41.6         | Argentina Raúl Zabala Carlos Biondi Juan Bagnoli Luis Vienna 41.6                                               |
| Relevos 4 x 400 metros         | Venezuela · Arístides Pineda · Lloyd Murad · Víctor Maldonado · Hortensio Fucil · 3:15.4    | Puerto Rico Enrique Montalvo José Luis Villalongo Gilberto Faberlle Germán Guenard 3:16.4 | Brasil · Ulises Laurindo dos Santos · José Telles da Conçeicao · Joel Carvalho Rocha · Anubes da Silva · 3:16.5 |

### Femenino
| Evento                  | Oro                                                                        | Plata                                                                       | Bronce                                                                              |
| ----------------------- | -------------------------------------------------------------------------- | --------------------------------------------------------------------------- | ----------------------------------------------------------------------------------- |
| 100 metros              | Miguelina Cobián · Cuba · 12.3                                             | Erica da Silva · Brasil · 12.3                                              | Nancy Correa · Chile · 12.4                                                         |
| 200 metros              | Miguelina Cobián · Cuba · 25.3                                             | Erica da Silva · Brasil · 25.5                                              | Ada Brener Argentina 26.3                                                           |
| 80 metros vallas        | Wanda dos Santos · Brasil · 11.5                                           | Graciela Paviotti Argentina 11.5                                            | Leda dos Santos · Brasil · 11.9                                                     |
| Salto de altura         | Aída dos Santos · Brasil · 1.56                                            | María da Conceiçao · Brasil · 1.54                                          | Smiljana Dezulovic · Chile · 1.48                                                   |
| Salto de longitud       | Mabel Farina Argentina 5.58                                                | Graciela Paviotti Argentina 5.55                                            | Gisela Vidal · Venezuela · 5.40                                                     |
| Lanzamiento de peso     | Vera Trezoitko · Brasil · 12.84                                            | Ingeborg Pfüller Argentina 12.54                                            | Pradelia Delgado · Chile · 12.35                                                    |
| Lanzamiento de disco    | Ingeborg Pfüller Argentina 44.69                                           | Caridad Aguero · Cuba · 44.27                                               | Myriam Yutronic · Chile · 42.38                                                     |
| Lanzamiento de jabalina | Marlene Ahrens · Chile · 45.63                                             | Maria Ventura · Brasil · 42.24                                              | Magdalena García Argentina 38.97                                                    |
| Relevos 4 x 100 metros  | Chile · Gloria Mund · Carlota Ulloa · Nancy Correa · Marisol Massot · 48.7 | Argentina Marta Buongiorno Ada Brener Emilia Dyrzka Margarita Formeiro 48.9 | Brasil · Wanda dos Santos · Wanda Moreira · Leda dos Santos · Erica da Silva · 49.4 |

## Medallero
| Núm. | País        | Oro | Plata | Bronce | Total |
| ---- | ----------- | --- | ----- | ------ | ----- |
| 1    | Argentina   | 8   | 8     | 5      | 21    |
| 2    | Brasil      | 5   | 5     | 7      | 17    |
| 3    | España      | 4   | 4     | 4      | 12    |
| 4    | Venezuela   | 4   | 3     | 5      | 12    |
| 5    | Portugal    | 3   | 4     | 1      | 8     |
| 6    | Puerto Rico | 2   | 4     | 1      | 7     |
| 7    | Chile       | 2   | 1     | 4      | 7     |
| 8    | Cuba        | 2   | 1     | 2      | 5     |
| 9    | Guatemala   | 1   | 0     | 0      | 1     |
| 10   | Perú        | 0   | 1     | 0      | 1     |
| 11   | Colombia    | 0   | 0     | 1      | 1     |
| 11   | Uruguay     | 0   | 0     | 1      | 1     |
|      | Total       | 31  | 31    | 31     | 93    |